# Верхньолюцька вузькоколійна залізниця
Верхньолю́цька ву́зькоколі́йна залізни́ця (рос. Верхнелюкская узкоколейная железная дорога) — вузькоколійна залізниця, що функціонувала в другій половині XX століття на території Ігринського та Балезінського районів Удмуртії, Росія.
Залізниця почала будуватись з 1950-их років. Вона призначалась для вивезення деревини. Через зменшення її значення, було вирішено з'єднати її з сусідньою Поломською вузькоколійкою. Але розпад СРСР та економічна криза в країні призвели до того, що Верхньолюцька залізниця була остаточно розібрана на початку 1990-их років.